# Bút dạ quang

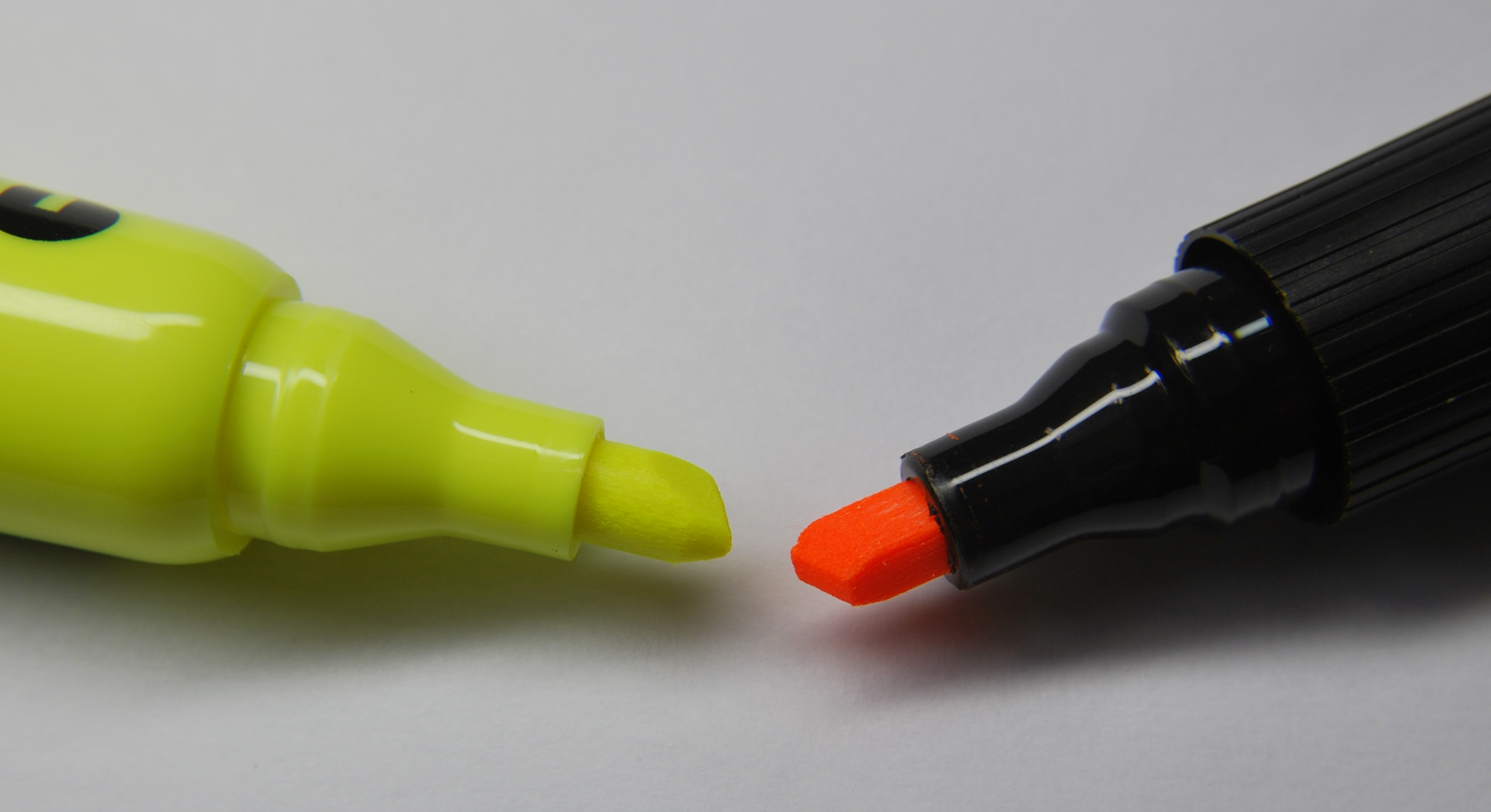
Bút dạ quang

Bút dạ quang là bút dùng để đánh dấu đoạn văn bản chữ bằng màu sáng nổi bật. Bút dạ quang có đủ loại màu, thông thường là màu vàng sáng. Bút dạ quang có thể viết lên nhiều chất liệu khác nhau và có thể đọc được trong môi trường thiếu ánh sáng.